# Mali (GPU)

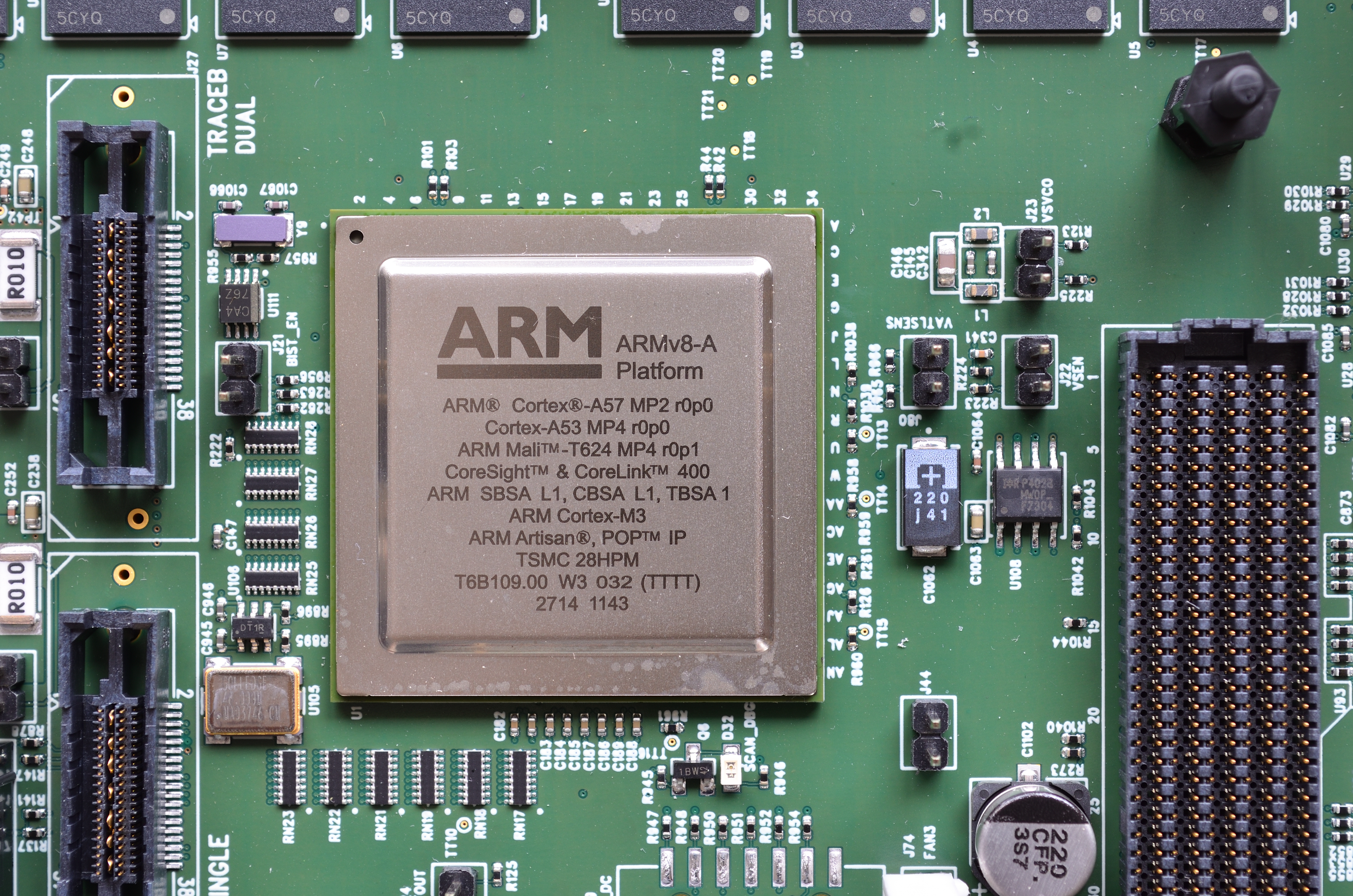
ARM Cortex

La serie Mali de unidades de procesamiento gráfico (GPU) son núcleos de propiedad intelectual de semiconductores producidos por ARM Holdings para la concesión de licencias en varios diseños de ASIC por parte de socios deARM.
Esta línea de GPUs fue resultado de la adquisición de Falanx Microsystems A / S por parte de ARM Holdings 23 de junio de 2006.

## Variantes
El núcleo de Malí surgió de los núcleos producidos anteriormente por Falanx y actualmente constituyen:
| Modelo      | Micro-arqui-tectura | Fecha de lanzamiento | Cuenta de núcleo de Shaders | Fab (nm) | Tamaño de la matrícula (mm²)         | Frecuencia del reloj central (MHz) | Tamaño máximo de L2 cache | Tasa de relleno | Tasa de relleno | Ancho de bus (bits)     | GFLOPS (Por núcleo) | API (Versión) | API (Versión) | API (Versión)                               | API (Versión)                           | API (Versión)                               | FMA                                                                       | Uso en SoCs         | HSA/ Cero-copia | Uso     |
| Modelo      | Micro-arqui-tectura | Fecha de lanzamiento | Cuenta de núcleo de Shaders | Fab (nm) | Tamaño de la matrícula (mm²)         | Frecuencia del reloj central (MHz) | Tamaño máximo de L2 cache | M△/s            | (GP/s)          | Ancho de bus (bits)     | GFLOPS (Por núcleo) | Vulkan        | Open GL/ES    | Open VG                                     | Open CL                                 | Direct 3D                                   | FMA                                                                       | Uso en SoCs         | HSA/ Cero-copia | Uso     |
| ----------- | ------------------- | -------------------- | --------------------------- | -------- | ------------------------------------ | ---------------------------------- | ------------------------- | --------------- | --------------- | ----------------------- | ------------------- | ------------- | ------------- | ------------------------------------------- | --------------------------------------- | ------------------------------------------- | ------------------------------------------------------------------------- | ------------------- | --------------- | ------- |
| Malí-55     |                     |                      | 1                           |          |                                      |                                    |                           |                 |                 |                         |                     |               | 1.1           | 1.0                                         |                                         |                                             |                                                                           | ?                   | ?               | Gráfico |
| Malí-200    | Utgard              | 2007                 | 1                           |          |                                      |                                    |                           |                 |                 |                         |                     | 2.0           | 1.1           |                                             |                                         |                                             |                                                                           | ?                   | ?               | Gráfico |
| Malí-300    | Utgard              |                      | 1                           | 40 28    |                                      | 500                                | 8 KiB                     | 55              | 0.5             |                         | 5                   | 2.0           | 1.1           | K1892VM14Ya                                 |                                         |                                             |                                                                           |                     | ?               | Gráfico |
| Malí-400 MP | Utgard              | 2008                 | 1–4                         | 40 28    |                                      | 200–600                            | 256 KiB                   | 55              | 0.5             |                         | 1.2–5.4             | 2.0           | 1.1           | Allwinner Un10, Un20, Un33, H3, Un64        |                                         |                                             |                                                                           |                     | ?               | Gráfico |
| Malí-450 MP | Utgard              | 2012                 | 1–8                         | 40 28    |                                      | 300–750                            | 512 KiB                   | 142             | 2.6             |                         | 4.5–11.9            | 2.0           | 1.1           | Amlogic S805, S802, S812, S905 Allwinner H5 |                                         |                                             |                                                                           |                     | ?               | Gráfico |
| Malí-470 MP | Utgard              | 2015                 | 1–4                         | 40 28    |                                      | 250–650                            | 8–256 KiB                 | 71              | 0.65            |                         |                     | 2.0           | 1.1           | ?                                           |                                         |                                             |                                                                           |                     | ?               | Gráfico |
| Malí-T604   | Midgard 1.º gen     |                      | 1–4                         | 32 28    |                                      | 533                                | 32–256 KiB                | 90              | 0.533           |                         | 17                  | 3.1           | 1.1           | Perfil lleno 1.1                            | DirectX 11, nivel de característica 9_3 | Sí                                          | Exynos 5250                                                               | El gráfico& Computa | ?               |         |
| Malí-T658   | Midgard 1.º gen     |                      | 1–8                         |          |                                      |                                    | 32–256 KiB                |                 |                 |                         |                     | 3.1           | 1.1           | Perfil lleno 1.1                            | DirectX 11, nivel de característica 9_3 |                                             |                                                                           | El gráfico& Computa | ?               |         |
| Malí-T622   | Midgard 2.º gen     |                      | 1–2                         | 32 28    |                                      | 533                                | 32–256 KiB                |                 |                 |                         | 8.5                 | 3.1           | 1.1           | Perfil lleno 1.1                            | DirectX 11, nivel de característica 9_3 |                                             |                                                                           | El gráfico& Computa | ?               |         |
| Malí-T624   | Midgard 2.º gen     | Aug 2012             | 1–4                         | 32 28    |                                      | 533–600                            | 32–256 KiB                |                 |                 |                         | 17-19.2             | 3.1           | 1.1           | Perfil lleno 1.1                            | DirectX 11, nivel de característica 9_3 | RK3288                                      |                                                                           | El gráfico& Computa | ?               |         |
| Malí-T628   | Midgard 2.º gen     | Aug 2012             | 1–8                         | 32 28    |                                      | 533–695                            | 32–256 KiB                |                 |                 |                         | 17–23.7             | 3.1           | 1.1           | Perfil lleno 1.1                            | DirectX 11, nivel de característica 9_3 | Kirin 930/935                               |                                                                           | El gráfico& Computa | ?               |         |
| Malí-T678   | Midgard 2.º gen     | Aug 2012             | 1–8                         | 28       |                                      |                                    | 32–256 KiB                |                 |                 |                         |                     | 3.1           | 1.1           | Perfil lleno 1.1                            | DirectX 11, nivel de característica 9_3 |                                             |                                                                           | El gráfico& Computa | ?               |         |
| Malí-T720   | Midgard 3.º gen     | Oct 2013             | 1–8                         | 28       |                                      | 400–700                            | 32–256 KiB                | 650             | 5.2             |                         | 6.8–11.9            | 3.1           | 1.1           | Perfil lleno 1.1                            | DirectX 11, nivel de característica 9_3 | Exynos 7580, MT6735, MT6753                 |                                                                           | El gráfico& Computa | ?               |         |
| Malí-T760   | Midgard 3.º gen     | Oct 2013             | 1–16                        | 28/14    | 1.75 mm 2 por shader núcleo en 14 nm | 600–772                            | 256–2048 KiB              | 1300            | 10.4            |                         | 17–26.2             | 1.0           | 1.1           | 3.2                                         | Perfil lleno 1.2                        | Direct3D 11.1, nivel de característica 11_1 | Exynos 7420, Exynos 5433, MT6752, MT6732                                  | El gráfico& Computa | ?               |         |
| Malí-T820   | Midgard 4.º gen     | Q4 2015              | 1–4                         | 28       |                                      | 600                                | 32–256 KiB                | 400             | 2.6             |                         | 10.2                | 1.0           | 1.1           | 3.2                                         | Perfil lleno 1.2                        | Direct3D 11.1, nivel de característica 9_3  | Amlogic S912                                                              | El gráfico& Computa | ?               |         |
| Malí-T830   | Midgard 4.º gen     | Q4 2015              | 1–4                         | 28       |                                      | 600–950                            | 32–256 KiB                | 400             | 2.6             |                         | 20.4–23.8           | 1.0           | 1.1           | 3.2                                         | Perfil lleno 1.2                        | Direct3D 11.1, nivel de característica 9_3  | Kirin 650/655, Exynos 7870, Exynos 7880                                   | El gráfico& Computa | ?               |         |
| Malí-T860   | Midgard 4.º gen     | Q4 2015              | 1–16                        | 28       |                                      | 350–700                            | 256–2048 KiB              | 1300            | 10.4            |                         | 11.9–23.8           | 1.0           | 1.1           | 3.2                                         | Perfil lleno 1.2                        | Direct3D 11.2, nivel de característica 11_1 | Helio P10 (MT6755) / PineCone Surge S1                                    | El gráfico& Computa | ?               |         |
| Malí-T880   | Midgard 4.º gen     | Q2 2016              | 1–16                        | 16       |                                      | 650–1000                           | 256–2048 KiB              | 1700            | 13.6            |                         | 22.1–34             | 1.0           | 1.1           | 3.2                                         | Perfil lleno 1.2                        | Direct3D 11.2, nivel de característica 11_1 | Exynos 8890, Helio P20 (MT6757), Helio P25, Helio X20 (MT6797), Kirin 950 | El gráfico& Computa | ?               |         |
| Malí-G51    | Bifrost             | Q4 2016              |                             | 16 14 10 |                                      |                                    |                           |                 |                 |                         |                     | 1.0           | 1.1           | 3.2                                         | Perfil lleno 2.0                        |                                             |                                                                           | El gráfico& Computa | ?               |         |
| Malí-G71    | Bifrost             | Q4 2016              | 1–32                        | 16 14 10 |                                      | 700-1037                           | 256–2048 KiB              | 1850            | 27.2            |                         |                     | 1.0           | 1.1           | 3.2                                         | Perfil lleno 2.0                        | Direct3D 11.0, nivel de característica 11_2 | Kirin 960 Exynos 8895                                                     | El gráfico& Computa | ?               |         |
| Modelo      | Micro-archi-tecture | Fecha lanzadora      | Shader Cuenta de núcleo     | Fab (nm) | Medida de dado (mm²)                 | Índice de reloj del núcleo (MHz)   | Max L2 caché medida       | Fillrate        | Fillrate        | Ancho de autobús (bits) | GFLOPS(Por núcleo)  | Vulkan        | OpenGL/ES     | OpenVG                                      | OpenCL                                  | Direct3D                                    | Fusionado multiplicar-añadir                                              | Uso en SoCs         | HSA/Cero-copia  | Uso     |

Algunos Malis admiten la coherencia de caché para el caché L2 con la CPU.
Compresión de Textura Escalable Adaptable (ASTC) compatible con Mali ™ -T620, Mali-T720, Mali-T760, Mali-T820 / T830, Mali-T860 / T880 y Mali-G71.

## Implementaciones
| Vendedor           | Nombre del SoC                                                | Versión de Malí                                    |
| ------------------ | ------------------------------------------------------------- | -------------------------------------------------- |
| Allwinner          | Allwinner Un1X (Un10, Un10s, Un13)                            | Malí-400 MP @ 300 MHz                              |
| Allwinner          | Un20, Un23, Un33, H2, H3, Un64, H64, R8, R16, R40, R18        | Malí-400 MP2 @ 350/350/350/600/600/?/?/?/?/?/? MHz |
| Allwinner          | H5                                                            | Malí-450 MP4                                       |
| Amlogic            | 8726-M serie (8726-M1, 8726-M3, 8726-M6, 8726-MX)             | Malí-400 MP/MP2 @ 250/400 MHz                      |
| Amlogic            | 8726-M8 serie (M801, M802, S801, S802, S812)                  | Malí-450 MP6 @ 600 MHz                             |
| Amlogic            | 8726-M8B serie (M805, S805)                                   | Malí-450 MP2 @ 500 MHz                             |
| Amlogic            | S905, S905X/D/L                                               | Malí-450 Mp3 @ 750 MHz                             |
| Amlogic            | S912                                                          | Malí-T820 Mp3 @ 600 MHz                            |
| Amlogic            | T966                                                          | Malí-T830 MP2 @ 650 MHz                            |
| CSR                | Quatro 5300 Series                                            | Malí-400 MP                                        |
| InfoTM             | iMAP×15                                                       | Malí-400                                           |
| InfoTM             | iMAP×820                                                      | Malí-400 MP2                                       |
| InfoTM             | iMAP×912                                                      | Malí-400 MP2                                       |
| HiSilicon          | Kirin 620                                                     | Malí-450 MP4 @ 533 MHz                             |
| HiSilicon          | Kirin 650/655                                                 | Malí-T830 MP2 @ 900 MHz                            |
| HiSilicon          | Kirin 910/910T                                                | Malí-450 MP4 @ 533/700 MHz                         |
| HiSilicon          | Kirin 920/925/928                                             | Malí-T628 MP4 @ 600/600/? MHz                      |
| HiSilicon          | Kirin 930/935                                                 | Malí-T628 MP4 @ 600/680 MHz                        |
| HiSilicon          | Kirin 950/955                                                 | Malí-T880 MP4 @ 900 MHz                            |
| HiSilicon          | Kirin 960                                                     | Malí-G71 MP8 @ 1037 MHz                            |
| Leadcore           | LC1810, LC1811, LC1813, LC1913                                | Malí-400                                           |
| Leadcore           | LC1860, LC1860C, LC1960                                       | Malí-T628 MP2 @ 600 MHz                            |
| MediaTek           | MT6571, MT6572, MT6572M                                       | Malí-400 MP @ ?/500/400 MHz                        |
| MediaTek           | MT6582/MT6582M                                                | Malí-400 MP2 @ 500/416 MHz                         |
| MediaTek           | MT6591, MT6592, MT6592M, MT8127                               | Malí-450 MP4 @ 600/700/600/600 MHz                 |
| MediaTek           | MT6732, MT6732M, MT6752, MT6752M                              | Malí-T760 MP2 @ 500/500/700/700 MHz                |
| MediaTek           | MT6753                                                        | Malí-T720 MP4 @ 600 (Impulso) MHz                  |
| MediaTek           | MT6797, MT6797T                                               | Malí-T880 MP4 @ 700/850 MHz                        |
| MediaTek           | MT8735                                                        | Malí-T720 MP2 @ 450 MHz                            |
| NetLogic           | Au1380, Au1350                                                | Malí-200                                           |
| Nufront            | NS2816, NS2816M                                               | Malí-400 MP                                        |
| Nufront            | NS115, TL7688, TL7689                                         | Malí-400 MP2                                       |
| Rockchip           | RK2818                                                        | Malí-200                                           |
| Rockchip           | RK2926, RK2628, RK3036, RK3229                                | Malí-400 MP @ 400/400/500/600 MHz                  |
| Rockchip           | RK3026, RK3126, RK3128                                        | Malí-400 MP2 @ 500/600/600 MHz                     |
| Rockchip           | RK3066, RK3188, RK3188T                                       | Malí-400 MP4 @ 266/533/~400 MHz                    |
| Rockchip           | RK3288                                                        | Malí-T760 MP4 @ 600 MHz                            |
| Rockchip           | RK3328                                                        | Malí-450 MP2                                       |
| Rockchip           | RK3399                                                        | Malí-T860 MP4 @ 600 MHz                            |
| Samsung            | Exynos 3 Quad (3470), Exynos 4 Dual, Quad (4210, 4212 y 4412) | Malí-400 MP4                                       |
| Samsung            | Exynos 5 Dual (5250)                                          | Malí-T604 MP4                                      |
| Samsung            | Exynos 5 Hexa (5260)                                          | Malí-T624 Mp3                                      |
| Samsung            | Exynos 5 Octa (5420, 5422, 5430 y 5800)                       | Malí-T628 MP6                                      |
| Samsung            | Exynos 7 Octa (5433/7410)                                     | Malí-T760 MP6                                      |
| Samsung            | Exynos 7 Octa (7420)                                          | Malí-T760 MP8                                      |
| Samsung            | Exynos 8 Octa (8890)                                          | Malí-T880 MP12                                     |
| Samsung            | Exynos 9 Octa (8895)                                          | Malí-G71 MP20                                      |
| Samsung            | S5P6450 Vega                                                  | Malí-400 MP                                        |
| Sigma Diseños      | SMP8750 Series                                                | Malí-400 MP4 @ 350 MHz                             |
| Socle-Tecnología   | Leopardo-6                                                    | Malí-200                                           |
| Spreadtrum         | SC68xx, SC57xx, SC77xx, SC8xxx, SC983x                        | Malí-400 MP Serie                                  |
| Spreadtrum         | SC9860, SC9860GV                                              | Malí-T880 MP4                                      |
| ST-Ericsson        | NovaThor U9500, U8500, U5500                                  | Malí-400 MP                                        |
| STMicroelectronics | SPEAr1340                                                     | Malí-200                                           |
| STMicroelectronics | STi7108, STiH416                                              | Malí-400 MP                                        |
| Telechips          | TCC8803, TCC8902, TCC8900, TCC9201                            | Malí-200                                           |
| WonderMedia        | WM8750                                                        | Malí-200                                           |
| WonderMedia        | WM8850, WM8950                                                | Malí-400 MP                                        |
| WonderMedia        | WM8880, WM8980                                                | Malí-400 MP2                                       |
| WonderMedia        | WM8860                                                        | Malí-450                                           |